# Philipp Schug
Philipp Schug (* 1983 in Lebach) ist ein deutscher Musiker (Posaune, Komposition) des Modern Jazz.

## Leben und Wirken
Schug hatte ersten Posaunenunterricht im Alter von sechs Jahren. Er studierte von 2004 bis 2009 Posaune an der Folkwang Universität der Künste bei Bart van Lier und Christopher Houlding. Von 1999 bis 2004 war er Mitglied im Landesjugendjazzorchester des Saarlandes; von 1999 bis 2005 gehörte er der Little BigBand unter Leitung von Christof Thewes an. Ab 2004 studierte er mit Stipendium am Berklee College of Music in Boston.  2006 erhielt er den Förderpreis „Jazzwerkruhr“ mit seiner Band Oma Heinz.
Als Leadposaunist trat Schug 2006 in Carla Bleys Jazzoper „Escalator over the Hill“ in der Philharmonie Essen, u. a. mit Carla Bley, Steve Swallow, David Moss, Christian und Wolfgang Muthspiel auf. Seit 2007 ist er Mitglied im Projekt Club des Belugas; seit 2008 arbeitete er zudem mit seinem Philipp Schug Quartett (gleichnamiges Album 2015). 2009 wurde er Jazzpreisträger der Stadt Sankt Ingbert. Von 2012 bis 2017 arbeitete er als Erster Posaunist im Polizeiorchester des Saarlandes; dann wechselte er zur Big Band der Bundeswehr. Im Laufe seiner Musikerkarriere arbeitete er bisher u. a. mit Bob Mintzer, Jon Faddis, David Linx, Ernie Hammes, Brenda Boykin, Judy Spellman, Claudio Puntin, Wolfgang Puschnig und Philip Catherine. Aufnahmen entstanden weiterhin mit dem Cologne Contemporary Jazz Orchestra, Philipp Schug Quartet, Thoneline Orchestra (Panta Rhei, 2011) und dem Unidentified Flying Orchestra.
Seit 2014 ist er als Lehrbeauftragter für Jazzposaune an der Hochschule für Musik Saar tätig; seine Posaunenschule „Trombone Essentials“ erschien 2015 bei „Edition Crescendo“ in Würzburg.

## Diskographische Hinweise
- Unidentified Flying Orchestra (Green Deer Music, 2008)
- Cologne Contemporary Jazz Orchestra, Christian Brückner: Odyssee (Bigband Records, 2012)
- Philipp Schug Quartet (JazzHausMusik, 2015), mit Arnulf Ochs, Daniel Prätzlich, Dirk Kunz